# Corriente Sindical de Izquierda

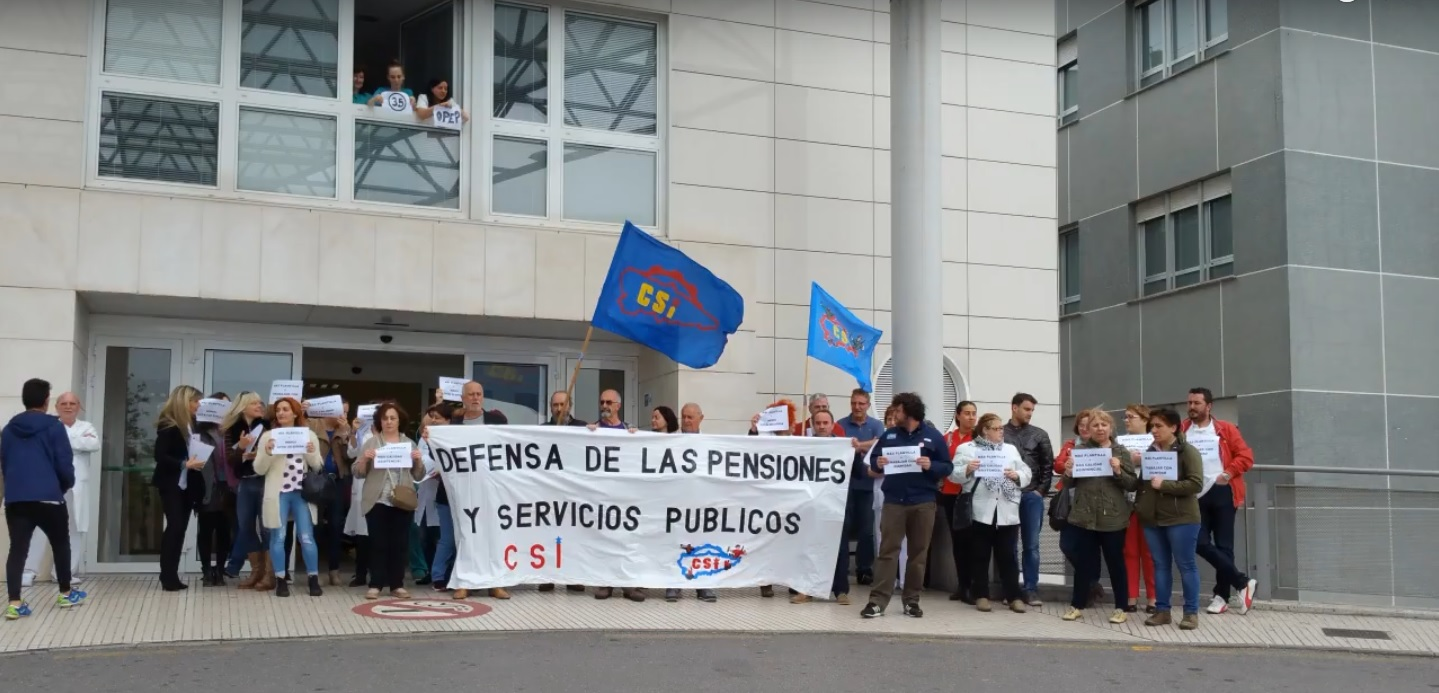
Manifestantes de CSI.

Corriente Sindical de Izquierda (CSI) es un sindicato de Asturias (España) fundado en 1982 en Gijón como una escisión de Comisiones Obreras dirigida por el comunista Luis Redondo.
Se define como "sindicato de clase asturiano" y cuenta con especial representatividad en los sectores naval y metalúrgico.[cita requerida]
Edita periódicamente el boletín Pasal@, centrado en la comunidad educativa de la Universidad de Oviedo y La fueya informativa (La hoja informativa), órgano oficial de comunicación del sindicato.
Ha tenido un importante papel en las reivindicaciones laborales de los trabajadores de los sectores naval y metalúrgico. Sus dirigentes Cándido González Carnero y Juan Manuel Martínez Morala fueron condenados a tres años de cárcel un delito de daños ocurrido durante las movilizaciones de Naval, hechos que fueron denunciados por el ayuntamiento de Gijón, presidido por la alcaldesa del PSOE Paz Fernández Felgueroso. Los condenados ingresaron en prisión el 16 de junio de 2007, tras ser detenidos tras participar en una manifestación en contra de su condena ante la sede del Ayuntamiento de Gijón mientras se celebraba el pleno de constitución de la nueva corporación municipal. Su historia inspiró la película Los lunes al sol, de Fernando León de Aranoa.

## Controversias
Recibió críticas por haber «contribuido a la desmoralización y a la desmovilización», ya que «su práctica quedó reducida a la defensa desesperada de los puestos de trabajo».
En 2021 saltó la polémica en la Corriente Sindical de Izquierdas después de que la asociación Parados y Precarios, dirigida por un ex‐secretario general y «apadrinada» por la CSI empleara a un pederasta en una asociación afín. El aludido fue monitor infantil en el proyecto de El Molín de Vega, tal como reflejaron los medios y un informe anónimo publicado al respecto, conocido como Informe Asteroide. Un grupo de militantes solicitó la expulsión de Morala, uno de los principales apoyos del proyecto y con supuesto ascendente sobre el secretario general, Ignacio Fuster. También resultó en la salida del sindicato de todo el grupo de CSI-Feminismo, que afirmaron que no consideraban el sindicato como un lugar seguro y que no serían «las únicas en dejarlo» ni tampoco «las últimas».